# Klórszagú kígyógomba
A klórszagú kígyógomba (Mycena leptocephala) a kígyógombafélék családjába tartozó, Eurázsiában és Észak-Amerikában honos, lombos erdőkben és fenyvesekben élő, nem ehető gombafaj. Egyéb elnevezései: salétromos kígyógomba, szagos kígyógomba.

## Megjelenése
A klórszagú kígyógomba kalapja 1-3 cm széles, alakja fiatalon kúpos, később szélesen kúpossá, domborúvá vagy harang alakúvá válik. Felszíne kezdetben finoman deres, idősebben  csupasz. Színe fiatalon sötét barnásszürke vagy feketés; később szürkésbarna vagy szürke; a széle felé mindig világosabb. Széle eleinte halványan, később hangsúlyosabban bordázott.  
Húsa vékony, törékeny, színe szürkés. Szaga lúgra vagy hipóra emlékeztet, íze kellemetlen, savanyú.   
Viszonylag ritkásan álló, széles lemezei foggal a tönkhöz nőttek. Színük fehéres vagy halványszürke. 
Tönkje 3-7 cm magas és 0,1-0,3 cm vastag. Alakja nyúlánk, egyenletesen vastag. Belül üreges, nagyon törékeny. Színe a kalapéhoz hasonló, felszíne a felső harmadon finoman deres.
Spórapora fehér. Spórája mandula vagy ellipszis formájú, sima, mérete 7-10 x 4-6 µm.

### Hasonló fajok
Hasonlít rá a lúgszagú kígyógomba, amely nem a földön, hanem korhadó fenyőtörzseken nő.

## Elterjedése és termőhelye
Eurázsiában és Észak-Amerikában honos. 
Lombos- és tűlevelű erdőkben egyaránt megtalálható az alföldön és a hegyvidékeken is. Erdő- vagy talajtípushoz nem köthető, előfordulhat nagyobb tisztások füvében vagy szélesebb erdei utak mentén kisebb csoportokban vagy tömegesen. Április végétől a fagyok beállásáig terem, leggyakoribb nyár elején és októberben. 

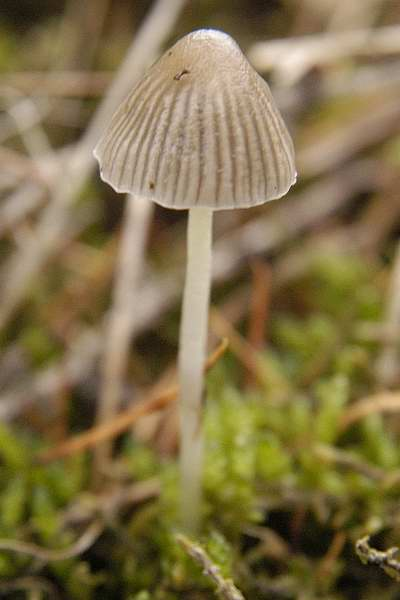
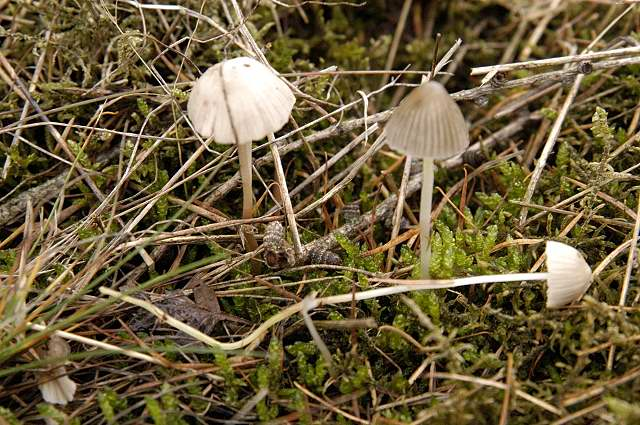
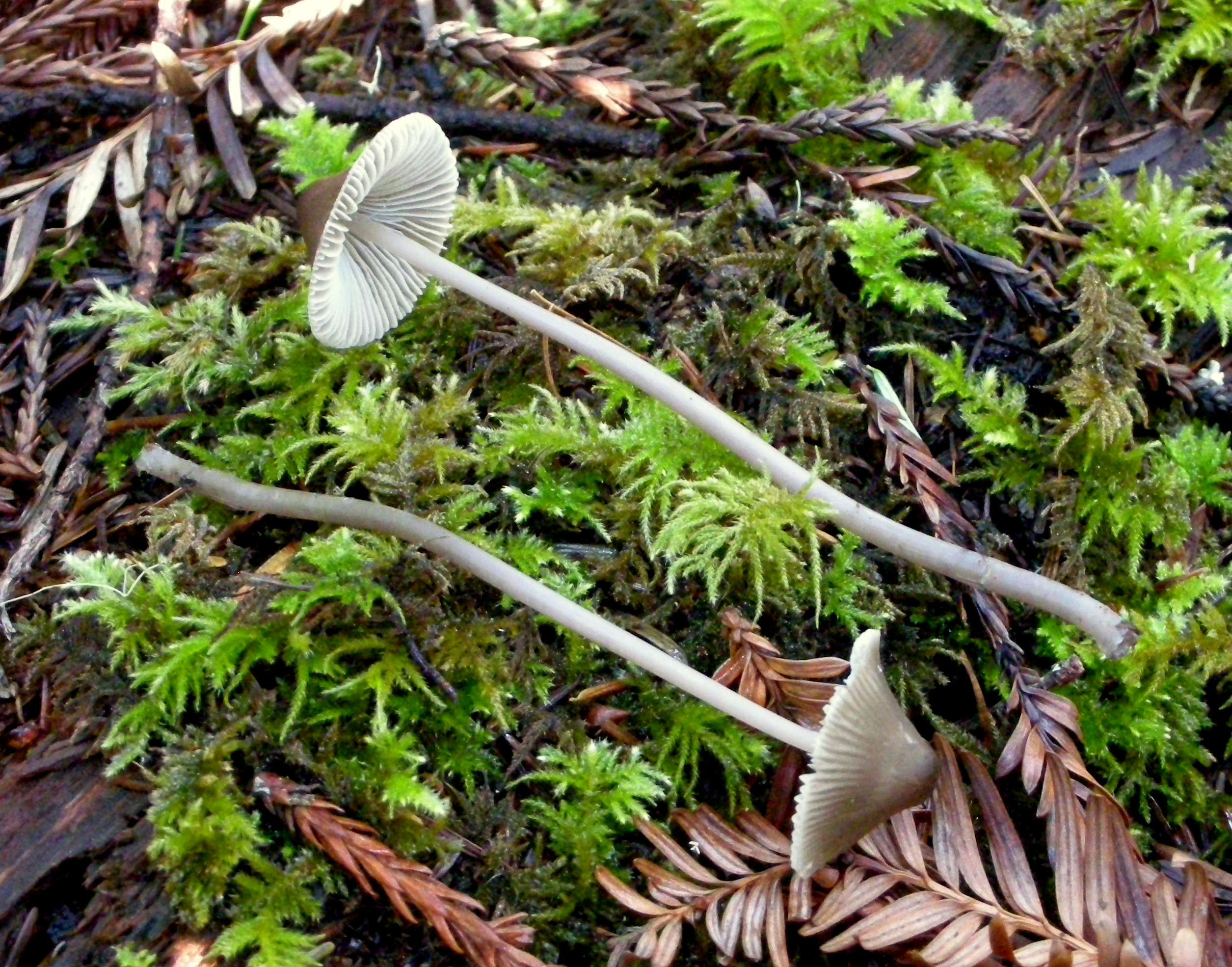
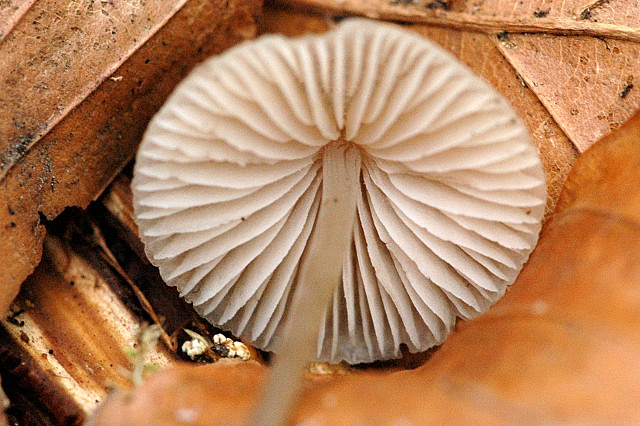
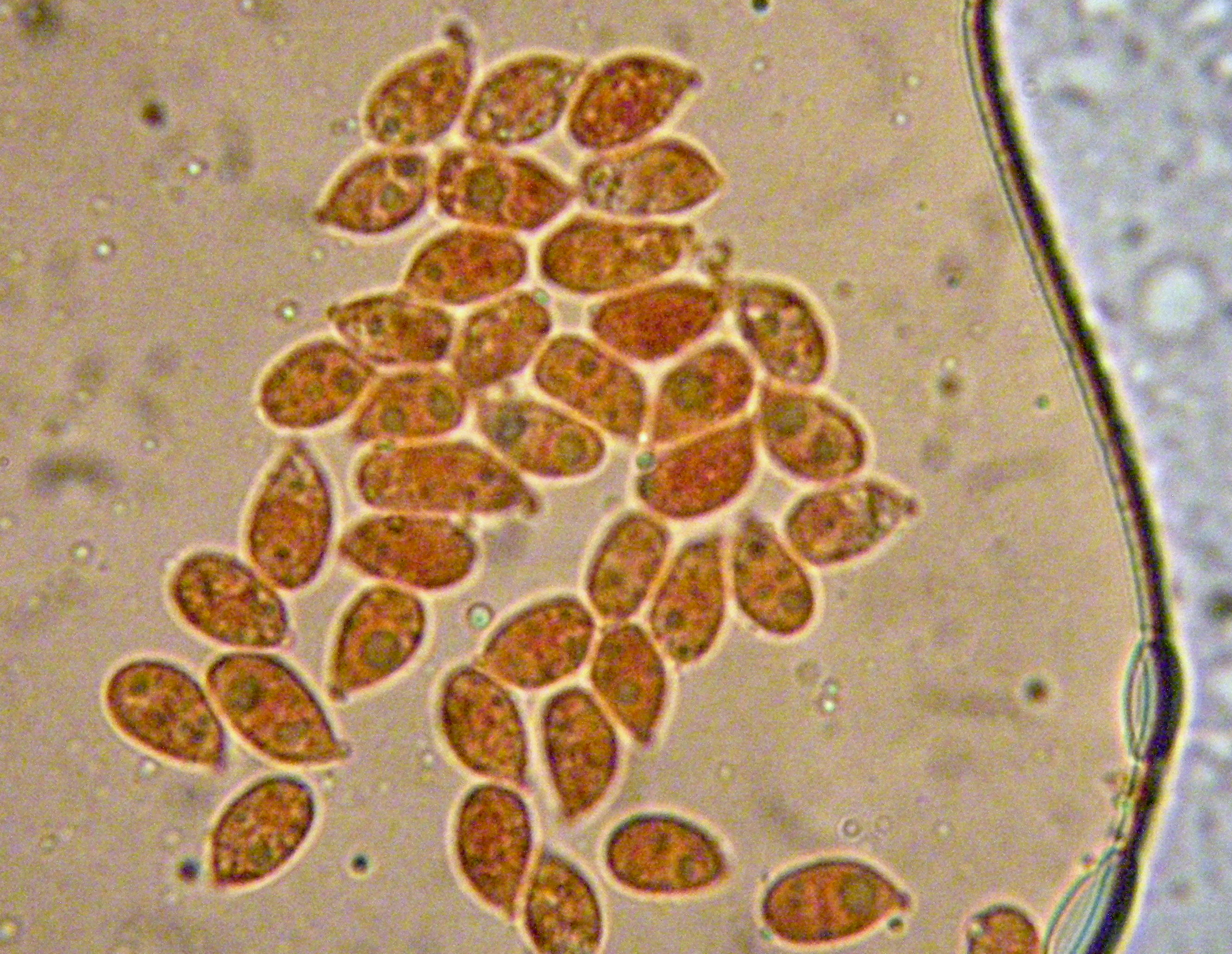

Nem ehető.